# Juan García-Gallardo
Juan García-Gallardo Frings (Burgos, 18 de marzo de 1991) es un abogado y expolítico español. Fue vicepresidente de la Junta de Castilla y León entre 2022 y 2024 y líder de Vox en Castilla y León hasta 2025 cuando dimitió de todos sus cargos.
Dirigió el partido en las elecciones autonómicas castellano y leonesas de 2022, en las que se convirtió en el tercer grupo con más votos en las Cortes de Castilla y León. Formó gobierno con el Partido Popular, integrándose en el segundo gobierno Fernández Mañueco como vicepresidente, sin cartera particular o dedicación específica, al contrario que el resto de vicepresidentes precedentes, con el pretexto de que los anteriores vicepresidentes solo daban subvenciones a inmigrantes ilegales.

## Biografía
Nacido en Burgos, obtuvo el Grado en Derecho por la Universidad Pontificia Comillas con un diploma en Estudios Jurídicos Internacionales (2009-2013) y después cursó el máster en acceso a la abogacía (2013-2014) y máster en Derecho Empresarial (2013-2014) por la Universidad Pontificia Comillas (ICADE) y la Universidad de Deusto (ICADE-Deusto). Realizó su pasantía en los despachos de abogados Herbert Smith Freehills de septiembre de 2014 a febrero de 2015 y en J. M. García-Gallardo Gil Fournier de febrero a julio de 2015.
En mayo de 2015, tras superar la prueba de acceso a la abogacía, obtuvo el título de abogado. Desde entonces ha venido ejerciendo como abogado colegiado del Ilustre Colegio de la Abogacía de Madrid (ICAM). Ejerció como abogado asociado junior en el despacho Herbert Smith Freehills entre septiembre de 2015 y noviembre de 2016.
En diciembre de 2016 se incorporó al bufete de abogados de su abuelo y su padre, J. M. García-Gallardo Gil Fournier, junto a su hermana. El bufete familiar desarrolla su actividad en las provincias de Burgos y de Madrid, destacando por haber defendido y seguir defendiendo a la familia de José María Ruiz-Mateos.
Ha ganado títulos regionales en equitación y participó en el campeonato mundial de debate en Madrid en 2013.

## Carrera política
Se afilió a Vox en junio de 2021. En enero de 2022, García-Gallardo fue anunciado como candidato principal y cabeza de lista del partido en la circunscripción electoral de Valladolid para las elecciones anticipadas de febrero a las Cortes de Castilla y León.
Poco después de su candidatura para la presidencia de la Junta de Castilla y León, diversos medios de comunicación se hicieron eco de algunos tuits que publicó en la red social sobre personas LGBT, feministas, romaníes e inmigrantes que fueron calificados de «homófobos, racistas y machistas»; en 2011 había escrito: 

Me parece una gran idea recuperar a Raúl para la Eurocopa. Hay que heterosexualizar ese deporte repleto de maricones.

Defendió este comentario en particular como «una broma de fútbol cuando ni siquiera tenía bigote». El candidato, tras eliminar varios comentarios de su cuenta, se defendió alegando que los escribió siendo joven. También eliminó mensajes donde justificaba el golpe de Estado de 1936.
Durante la campaña, se comprometió a alinearse con el gobernante Partido Popular (PP), al que consideró «adicto al poder». Dijo que no habría alianza a menos que el PP tomase las políticas de Vox, que incluían incentivos económicos para aumentar la tasa de natalidad en la región.
En las elecciones, Vox pasó de tener un procurador en las Cortes a obtener trece, con el 17 % de los votos, lo que le convirtió en la tercera fuerza política de la legislatura. García-Gallardo dijo al presidente autonómico Alfonso Fernández Mañueco (PP) que solo formaría una coalición si se derogaban dos leyes autonómicas: una ley de 2010 sobre violencia de género que Vox considera políticamente motivada y negligente con otras formas de violencia, y una ley de 2018 de memoria histórica que destinaría fondos a asociaciones de víctimas de la dictadura de Francisco Franco.

### Vicepresidente de la Junta de Castilla y León
El 10 de marzo de 2022, Mañueco formó un gobierno de coalición con Vox, otorgando tres de las diez consejerías autonómicas a su socio de gobierno, mientras que García-Gallardo fue nombrado vicepresidente. Según el discurso de investidura de Mañueco, la ley contra la violencia de género que había criticado Vox sería sustituida por una ley de violencia intrafamiliar con independencia del género, como había reclamado dicho partido. La integración de Vox en el nuevo gobierno autonómico de coalición, conllevó la primera entrada de la extrema derecha en un gobierno autonómico en España desde la transición a la democracia de 1975.
Desde su llegada a la vicepresidencia, García Gallardo ha protagonizado episodios de gran resonancia mediática. En junio de 2022, en una conferencia sobre despoblación rural celebrada en Zamora, el vicepresidente afirmó que la baja natalidad en España se debía a la «hipersexualización de la sociedad». Dichas declaraciones, en las que también sostenía que la finalidad del sexo es la procreación, fueron destacadas por las ediciones digitales de los británicos The Times y The Guardian, así como por la edición impresa del periódico conservador The Daily Telegraph en un artículo titulado «La extrema derecha culpa de la baja natalidad en España al sexo casual». En septiembre de ese año, durante una intervención del diputado de Ciudadanos Francisco Igea en las Cortes, calificó en público a su predecesor en el cargo de «imbécil» y «presunto delincuente».
Su decisión, en enero de 2023, de revelar la presunta existencia de un protocolo antiabortista a aplicar en Castilla y León fruto del pacto de gobierno PP-Vox, tensó las relaciones entre ambos partidos. Ante la polémica generada a nivel nacional, el Gobierno central llegó a pedir formalmente explicaciones a la Junta por un posible conflicto de competencia aunque dicho protocolo fue finalmente desmentido por el presidente Mañueco.
En junio de 2023, en contra de la opinión de los veterinarios, se negó a la aplicación de medidas preventivas contra la tuberculosis bovina, que afectaba al ganado de Castilla y León. Protagonizó una escena sonada cuando el Comisario de Agricultura de la Unión Europea Wojciechowski solicitaba la aplicación  del aislamiento del ganado. Para desacreditarlo habló de él como: «el polaco Bocholeski o como se pronuncie».
En octubre de 2023, la Consejería de Cultura y Turismo en manos de VOX, gasto 17 000 euros en el logo de «Castilla y León excelente». La campaña fue presentada por él mismo. El logo resultó estar sacado de un banco de imágenes cuyos derechos de explotación es de tres euros y el eslogan sacado de una campaña publicitaria de la Comunidad de Madrid.
En noviembre de 2023, fue denunciado por los integrantes del PSOE de las Cortes de CyL por hacer gesto de felación a dos procuradoras socialistas.
En diciembre de 2023 el TSJ de CyL confirmó que la supresión del festivo del 23 de abril, Día de los Comuneros, había sido una decisión unilateral e injustificada.Meses antes, García-Gallardo había confundido públicamente el tradicional festivo de Villar de los Comuneros con comunistas, llegando a denominarlo «aquelarre de extrema izquierda».
En febrero de 2024, coincidiendo con la Revuelta agrícola en España, fue abucheado e increpado debido a las políticas de la Junta por los agricultores y ganaderos castellano-leoneses. Ese mismo mes, criticó a la industria del cine española y anunció su asistencia a la gala de los Premios Goya 2024. Durante la ceremonia sus declaraciones fueron aludidas por José Sacristán cuando presentaba el Goya de honor a Juan Mariné, y por Pedro Almodóvar al presentar el premio a la Mejor película.
El 12 de julio de 2024 dimitió como vicepresidente.

### Abandono de la política
En enero de 2025 abandonó y la política para volver a ejercer de abogado. La renuncia de García-Gallardo se debió según sus palabras por la «falta de democracia interna» en el partido y  porque «la dirección del partido ha ido ocupando cada vez más espacios en detrimento de los demás». En el escrito de renuncia afirmó que su decisión era «independiente» de la adoptaron por otros que desafiaron «públicamente a la dirección del partido con exhibiciones de rebelión en Salamanca» o «constituyendo plataformas de afiliados para cuestionar decisiones relevantes de la dirección en política internacional».

## Polémicas
Al conocerse su candidatura para la presidencia de la Junta de Castilla y León, diversos medios de comunicación se hicieron eco de algunos tuits que García-Gallardo publicó en la red social que fueron calificados de «homófobos, racistas y machistas». El candidato, tras eliminarlos de su cuenta, se defendió alegando que los escribió siendo joven. También eliminó mensajes donde justificaba el golpe de Estado de 1936.
En noviembre del 2023, en el marco de las protestas contra el PSOE por la ley de amnistía, alentadas por los partidos de derecha y extrema derecha, increpó a la policía al grito de «Esas lecheras, a la frontera».